# عبد الحميد الخطيب
عبد الحميد بن أحمد الخطيب (1316 هـ - 1381 هـ) هو عالم دين وخطيب المسجد الحرام في مكة. وُلد في 24 صفر 1316 هجري في مكة المكرمة. حصل على تعليمه الأولي من علماء المسجد الحرام في ذلك الوقت، بما في ذلك الشيخ سعيد يماني والشيخ عمر بن أبوبكر باجنيد، وكان والده أحمد الخطيب إمام وخطيب للمسجد الحرام، ومفتي للمذهب الشافعي.
ينحدر الخطيب من أصول منكابية من بلاد جاوة. قام والده بأداء مناسك الحج واستقر في مكة، حيث تربى الخطيب وتلقى تعليمه. تولى بعد ذلك خطابة مقام الإمام الشافعي في مكة، ومن هنا بدأ يُلقب بـ "الخطيب".
عمل الخطيب في خدمة الشريف حسين بن علي في مصر. خلال هذه الفترة، حل الشريف حسين بن علي مكان الملك عبد العزيز بن سعود في الحكم بالمملكة العربية السعودية، وقام الخطيب بمعارضة هذا التحول إلا أنه فيما بعد أذعن له وأطاع أمره. بعد ذلك، عاد الخطيب إلى مكة في عام 1926 وتولى مسؤوليات رسمية مختلفة.
تم تعيين الخطيب بعد ذلك سفير للمملكة العربية السعودية في باكستان. مرض في عام 1950 مما أدى إلى إعفائه من واجباته الرسمية. استقر في منطقة دمّر بالقرب من دمشق حتى وفاته.
من أعماله المعروفة كتاب "تفسير الخطيب المكي"، وهو عمل تفسير للقرآن الكريم.

## ذريته
أولاً/ أبناءه وهم:
- أحمد: درس في مصر، وعمل في أرامكو، ثم استقال وعمل في مجال المقاولات.
- فؤاد: عمل في السلك الدبلوماسي لمدة 43 عامًا، وتولى سفارة المملكة العربية السعودية؛ في عدة دول منها: بنغلاديش ونيبال وماليزيا ونيجيريا والعراق وعمل أمينًا عامًا مساعدًا لمنظمة المؤتمر الإسلامي وثم عُين الأمين العام للاتحاد الدولي للبنوك الإسلامية.
- سارية: عمل كابتن طيار لدى الخطوط الجوية العربية السعودية ثم رجل أعمال واسع النفوذ.
- ياسر: حاصل على شهادة الدكتوراة في مجال الاقتصاد والتسويق ويعمل أستاذا في كلية الاقتصاد والإدارة بجامعة الملك عبد العزيز بجدة.
- أسامة: عمل موظفا في الخطوط الجوية العربية السعودية حتى أمد قريب حيث طلب منهم التقاعد للتفرغ والاهتمام بأسرته.
- طارق: عمل مديرا لشؤون الموظفين بجامعة الملك عبد العزيز بجدة وحاليًا مديرلشؤون الموظفين في البنك الإسلامي للتنمية.
- سهيل: عمل مهندس ومديرًا لإدارة الحاسب الآلي بأمانة محافظة جدة.
- عبد الناصر: مهندس ومديرلإدارة المدن الجامعية بجامعة الملك عبد العزيز بجدة.

ثانياً بناته وهم:
- لطفية: حكيمة وكاتبة صحفية ورائدة تعليم المرأة السعودية ومشرفة برئاسة تعليم البنات، وحرم الأستاذ حامد فطاني - مدرس الملك فهد بن عبد العزيز آل سعود-.
- خيرية: موظفة برئاسة تعليم البنات.
- ثريا: حرم السفير حسين فطاني.
- مي: حرم الأستاذ محمد الراوي - مدرس الملك عبد الله بن عبد العزيز آل سعود.
- هدى: دكتورة وطبيبة استشارية في القلب وحرم الدكتور محمد عرفان - الشريك في مستشفى باقدو والدكتور عرفان بجدة.
- سامية: بكالوريوس في علم الاجتماع ومفتشة برئاسة تعليم البنات وحرم نبيل كردي.
- سلوى: حاصلة على الدكتوراة في علم الاجتماع من بريطانيا وأستاذة في جامعة الملك سعود بالرياض وحرم الدكتور فهد الماضي.
- رابعة: دكتوراة في اللغة الإنجليزية وأستاذة في جامعة الملك عبد العزيز ووكلية كلية الآداب للدراسات العليا والبحث العلمي وحرم الدكتور كمال داغستاني.
- سحر: ماجستير علم اجتماع من القاهرة وموجهة تربوية لرياض الأطفال برئاسة تعليم البنات بالرياض وحرم العميد الركن عبد العزيز عباس السليماني.
- سهى: بكالوريوس ودبلوم في التربية من القاهرة ومديرة مدرسة وحرم الدكتور رياض عباس السليماني، الأستاذ بكلية الطب في جامعة الملك سعود بالرياض.
- هند: بكالوريوس لغة إنجليزية ومديرة مدرسة منارة جدة.

## أعماله
بعد أن أنهى علومه الشرعية أجيز مدرسا بالمسجد الحرام ثم عين عضوا بمجلس الشورى من 1355 هـ - 1366 هـ. وفي عام 1367 عين وزيرا مفاوضا لدى دولة باكستان منذ استقلالها. وعندما استقلت إندونيسيا انتدبه الملك عبد العزيز على رأس وفد لتمثيل المملكة في حفل تسليم السلطة من هولندا. وقد عين كأول سفير سعودي لدى دولة الباكستان الشقيقة في ظل حكم موحد البلاد الملك المفدى الملك عبد العزيز بن عبد الرحمن آل سعود في عام 1373 هـ واستمر سفيرا لها حتى عام 1374 هـ ثم طلب إحالته إلى التقاعد بعد إصابته بمرض القلب، حيث أشار إليه الأطباء بضرورة التزام الراحة فانتقل إلى قرية الزبداني، أحد أرياف دمشق في بلاد الشام واتخذها مقرا له، وانصرف فيها إلى الدعوة إلى الله من خلال الصحف والندوات.

## مؤلفاته
له العديد من الكتب والمخطوطات تتعدى ال 14 كتاب ومخطوط ومن أبرزها ما هو قائم في الطباعة بانتشار حتى الآن 3 كتب:
- أسمى الرسالات، ويعرض فيه الكاتب مقدارا من الرسائل السامية لنصرة هذا الدين وأهله والتي يرى بأن من الواجب أن توصل للأجيل لينتفعو بها كمعينة لهم في سير حياته العلمية والعملية على أسس ومبادئ صحيحة.
- تائية الخطيب في سيرة المصطفى الحبيب، ويعرض فيه الكاتب أكثر من 2000 بيت شعري تصب في مدح وقدوتنا وحبيبنا سيد ولد آدم محمد ﷺ ترويحا عما بداخل قلبه من جزيل الحب لشفيعنا يوم النشور.
- مستقبلك في يدك - وهي سلسلة تتكون من ثلاثة كتب بمسمى (متى وثقت بقدرتك) و(متى عرفت ربك) و(متى فهمت حقيقة نفسك), ويعرض فيه الكاتب العديد من الجمل الروحانية التي تحفز النفس على المواصلة في العطاء والتضحية من أجل بناء مستقبل الأجمل في الدنيا والأسمى في الأخرة ويذكر فيه بأن الآخرة هي حصيلة عمل الدنيا.
- تفسير الخطيب المكي، ويشرح فيها الكاتب آيات كتاب الله المجيد بتوضيح المعنى اللغوي والشرح والمغزى والحكم من استنباطه وطريقة فهمه لها بعد الرجوع لكتب التفسير المعروف إلا أنه توفي قبل أن يكمل حلمه مفسرا للقرآن الكريم كاملاً متوقفا نشر الكتاب حتى الجزء الثالث والعشرون.
- جوهر الدين، ويبين فيه الكاتب نهج الإسلام الصحيح وحقيقة الدعوة لله والتوحيد الخالص له.
- الإمام العادل، ويعرض فيه الكاتب مواصفات الإمام العادل استنباطا من حياة الخلافة الراشدة في الطريقة والنهج القويم.

## وفاته
توفي فجر يوم الثلاثاء الموافق 18 ربيع الأول 1381 هـ بعد حياة مكللة بالنجاحات أفنى فيها حياته بإخلاص من أجل وطنه وسير طاقاته في سبيل خدمتها على أتم وجه فكان نعم القدوة ونعم المثل الذي يقتدى به في الدين والسياسة والاجتماع.